# Retard de grup i de fase

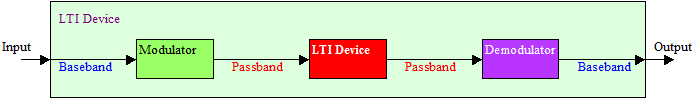
Diagrama de blocs dels dispositius Linear Time Invariant (LTI) en el context de la modulació i la demodulació per mostrar com el retard de fase es relaciona amb el retard del grup mostrant el dispositiu LTI intern versus el dispositiu LTI exterior.

En el processament del senyal, el retard de grup i el retard de fase són temps de retard experimentats pels diferents components de freqüència d'un senyal quan el senyal passa per un sistema lineal invariant en el temps (LTI), com ara un micròfon, cable coaxial, amplificador, altaveu, sistema de telecomunicacions o ethernet. cable. Aquests retards depenen generalment de la freqüència, el que significa que diferents components de freqüència experimenten retards diferents. Com a resultat, la forma d'ona del senyal experimenta una distorsió mentre passa pel sistema. Aquesta distorsió pot causar problemes com ara poca fidelitat en el vídeo analògic i l'àudio analògic o una taxa d'error de bits elevada en un flux de bits digital. Per a un senyal de modulació (senyal de banda de pas), la informació que transporta el senyal es transporta exclusivament a l'embolcall d'ona. Per tant, el retard de grup només funciona amb els components de freqüència derivats de l'embolcall.

## Retard de fase
Un sistema o dispositiu lineal invariant en el temps té una propietatd de resposta de fase i una propietat de retard de fase, on un es pot calcular exactament a partir de l'altre. El retard de fase mesura directament el retard de temps del dispositiu o del sistema dels components de freqüència individuals. Si la funció de retard de fase a qualsevol freqüència determinada — dins d'un interval de freqüències d'interès — té la mateixa constant de proporcionalitat entre la fase a una freqüència seleccionada i la mateixa freqüència seleccionada, el sistema/dispositiu tindrà l'ideal d'una propietat de retard de fase plana., també conegut com a fase lineal. Com que el retard de fase és una funció de la freqüència que dona retard de temps, una desviació de la planitud del seu gràfic de funció pot revelar diferències de retard entre els diferents components de freqüència del senyal, en aquest cas aquestes diferències contribuiran a la distorsió del senyal, que es manifesta com a sortida. La forma d'ona del senyal és diferent de la del senyal d'entrada. La propietat de retard de fase en general no proporciona informació útil si l'entrada del dispositiu és un senyal modulat. Per a això, s'ha d'utilitzar el retard de grup.

## Retard del grup
El retard de grup és una mesura convenient de la linealitat de la fase respecte a la freqüència en un sistema de modulació.
El retard de grup d'un dispositiu es pot calcular exactament a partir de la resposta de fase del dispositiu, però no al revés.El cas d'ús més senzill per al retard de grup s'il·lustra a la figura 1 que mostra un sistema de modulació conceptual, que és en si mateix un sistema LTI amb una sortida de banda base que idealment és una còpia precisa de l'entrada del senyal de banda base. Aquest sistema en conjunt es coneix aquí com el sistema/dispositiu LTI extern, que conté un sistema/dispositiu LTI interior (bloc vermell). Com passa sovint amb un sistema de ràdio, el sistema LTI vermell interior de la figura 1 pot representar dos sistemes LTI en cascada, per exemple un amplificador que condueix una antena de transmissió a l'extrem d'emissió i l'altre una antena i un amplificador a l'extrem receptor.